# España en la Copa Mundial de Fútbol de 1998
La selección de España fue uno de los 32 países participantes de la Copa Mundial de Fútbol de 1998, realizada en Francia. Terminó el torneo en el decimoséptimo puesto, tras ser eliminada en la fase grupos.

## Fase de clasificación

### Grupo 6
| Pos. | Equipo          | Pts. | PJ | G | E | P  | GF | GC | Dif. | Clasificación |     | ESP | YUG | CZE | SVK | FRO | MLT |
| ---- | --------------- | ---- | -- | - | - | -- | -- | -- | ---- | ------------- | --- | --- | --- | --- | --- | --- | --- |
| 1    | España          | 26   | 10 | 8 | 2 | 0  | 26 | 6  | +20  | Clasificado   |     | —   | 2–0 | 1–0 | 4–1 | 3–1 | 4–0 |
| 2    | Yugoslavia      | 23   | 10 | 7 | 2 | 1  | 29 | 7  | +22  | Segunda Ronda |     | 1–1 | —   | 1–0 | 2–0 | 3–1 | 6–0 |
| 3    | República Checa | 16   | 10 | 5 | 1 | 4  | 16 | 6  | +10  |               |     | 0–0 | 1–2 | —   | 3–0 | 2–0 | 6–0 |
| 4    | Eslovaquia      | 16   | 10 | 5 | 1 | 4  | 18 | 14 | +4   |               | 1–2 | 1–1 | 2–1 | —   | 3–0 | 6–0 |     |
| 5    | Islas Feroe     | 6    | 10 | 2 | 0 | 8  | 10 | 31 | −21  |               | 2–6 | 1–8 | 0–2 | 1–2 | —   | 2–1 |     |
| 6    | Malta           | 0    | 10 | 0 | 0 | 10 | 2  | 37 | −35  |               | 0–3 | 0–5 | 0–1 | 0–2 | 1–2 | —   |     |

 Fuente: 

## Desarrollo del torneo

### Convocatoria
| #  | Nombre                | Nac | Posición      | Club               |
| -- | --------------------- | --- | ------------- | ------------------ |
| 1  | Andoni Zubizarreta    |     | Portero       | Valencia           |
| 2  | Albert Ferrer         |     | Defensa       | Barcelona          |
| 3  | Agustín Aranzabal     |     | Defensa       | Real Sociedad      |
| 4  | Rafael Alkorta        |     | Defensa       | Athletic Club      |
| 5  | Abelardo Fernández    |     | Defensa       | Barcelona          |
| 6  | Fernando Hierro       |     | Defensa       | Real Madrid        |
| 7  | Fernando Morientes    |     | Delantero     | Real Madrid        |
| 8  | Julen Guerrero        |     | Mediocampista | Athletic Club      |
| 9  | Juan Antonio Pizzi    |     | Delantero     | Barcelona          |
| 10 | Raúl González         |     | Delantero     | Real Madrid        |
| 11 | Alfonso Pérez         |     | Delantero     | Real Betis         |
| 12 | Sergi Barjuán         |     | Defensa       | Barcelona          |
| 13 | Santiago Cañizares    |     | Portero       | Real Madrid        |
| 14 | Iván Campo            |     | Defensa       | Real Madrid        |
| 15 | Carlos Aguilera       |     | Defensa       | Atlético de Madrid |
| 16 | Albert Celades        |     | Mediocampista | Barcelona          |
| 17 | Joseba Etxeberria     |     | Mediocampista | Athletic Club      |
| 18 | Guillermo Amor        |     | Mediocampista | Barcelona          |
| 19 | Kiko                  |     | Delantero     | Atlético de Madrid |
| 20 | Miguel Ángel Nadal    |     | Defensa       | Barcelona          |
| 21 | Luis Enrique Martínez |     | Delantero     | Barcelona          |
| 22 | José Francisco Molina |     | Portero       | Atlético de Madrid |
| DT | Javier Clemente       |     |               |                    |

### Primera fase
En la primera fase del campeonato España quedó encuadrada dentro del grupo D con Paraguay, Nigeria y Bulgaria. La selección española empezó el campeonato perdiendo frente a Nigeria por 2-3, empatando con Paraguay a cero goles y ganando a Bulgaria, ya sin opciones de clasificarse por 6-1, para acabar siendo eliminada del torneo con cuatro puntos y tercera de su grupo.
| Equipo   | Pts | PJ | PG | PE | PP | GF | GC | Dif |
| -------- | --- | -- | -- | -- | -- | -- | -- | --- |
| Nigeria  | 6   | 3  | 2  | 0  | 1  | 5  | 5  | 0   |
| Paraguay | 5   | 3  | 1  | 2  | 0  | 3  | 1  | 2   |
| España   | 4   | 3  | 1  | 1  | 1  | 8  | 4  | 4   |
| Bulgaria | 1   | 3  | 0  | 1  | 2  | 1  | 7  | -6  |

| 13 de junio de 1998, 14:30 | España                | 2:3 (1:1) | Nigeria                                           | Stade de la Beaujoire, Nantes                                                    |                                                                                  |
|                            | Hierro 21' · Raúl 47' | Reporte   | Adepoju 24' · Zubizarreta 73' (a.g.) · Oliseh 78' | Asistencia: 35.500 espectadores Árbitro(s): Esfandiar Baharmast (Estados Unidos) | Asistencia: 35.500 espectadores Árbitro(s): Esfandiar Baharmast (Estados Unidos) |

| 19 de junio de 1998, 21:00 | España | 0:0     | Paraguay | Stade Geoffroy-Guichard, Saint-Étienne                             |                                                                    |
|                            |        | Reporte |          | Asistencia: 30.600 espectadores Árbitro(s): Ian McLeod (Sudáfrica) | Asistencia: 30.600 espectadores Árbitro(s): Ian McLeod (Sudáfrica) |

| 24 de junio de 1998, 21:00 | España                                                                                    | 6:1 (2:0) | Bulgaria       | Stade Félix Bollaert, Lens                                                    |                                                                               |
|                            | Hierro 6' (pen.) · Luis Enrique 18' · Morientes 55', 81' · Bachev 88' (a.g.) · Kiko 90+4' | Reporte   | Kostadinov 58' | Asistencia: 38.100 espectadores Árbitro(s): Mario van der Ende (Países Bajos) | Asistencia: 38.100 espectadores Árbitro(s): Mario van der Ende (Países Bajos) |